# Rynkolvon
Rynkolvon (Viburnum rhytidophyllum) är en desmeknoppsväxtart som beskrevs av William Botting Hemsley, Forb. och Hemsl. Rynkolvon ingår i släktet olvonsläktet, och familjen desmeknoppsväxter. Inga underarter finns listade i Catalogue of Life.

## Bildgalleri

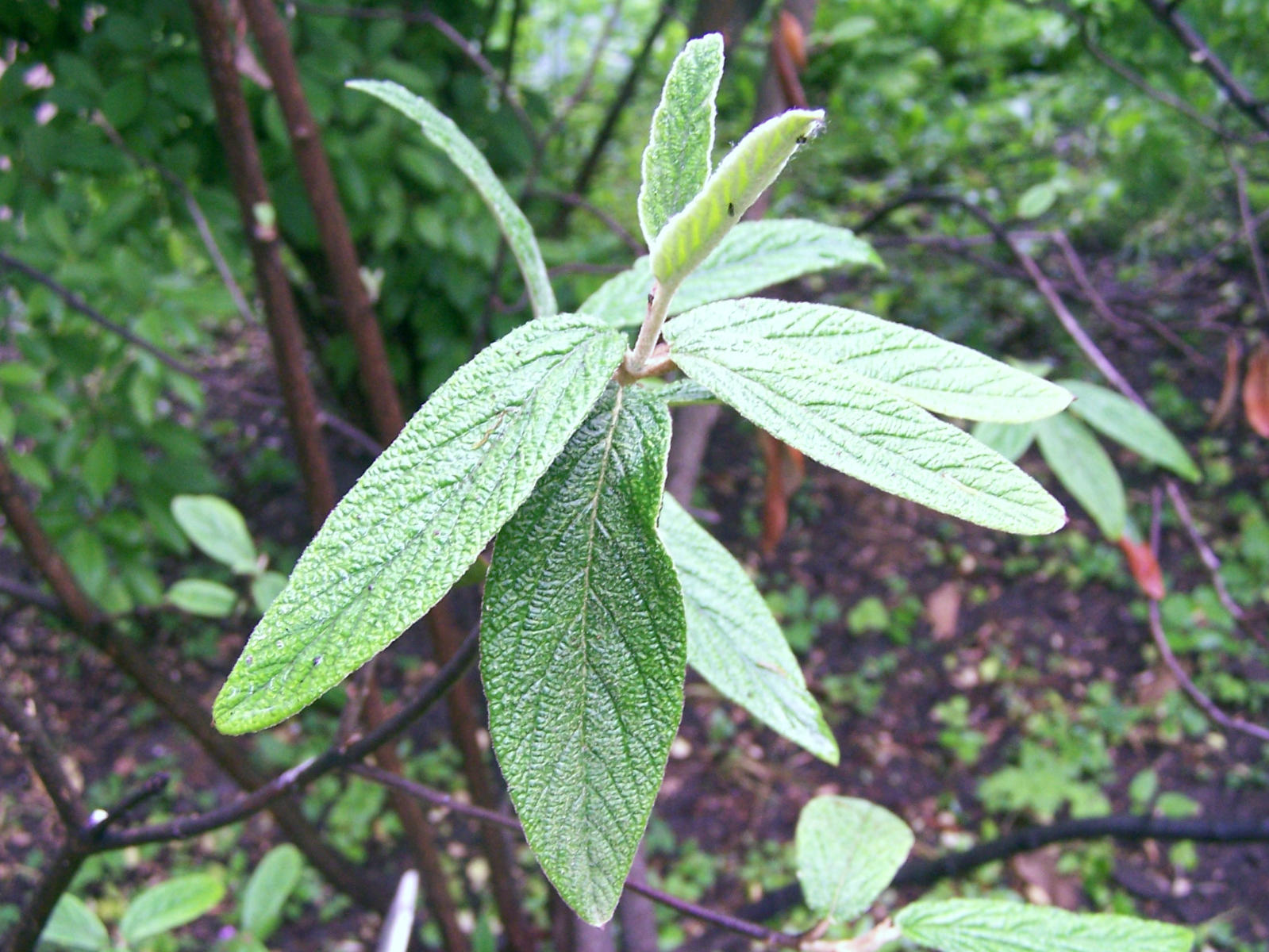
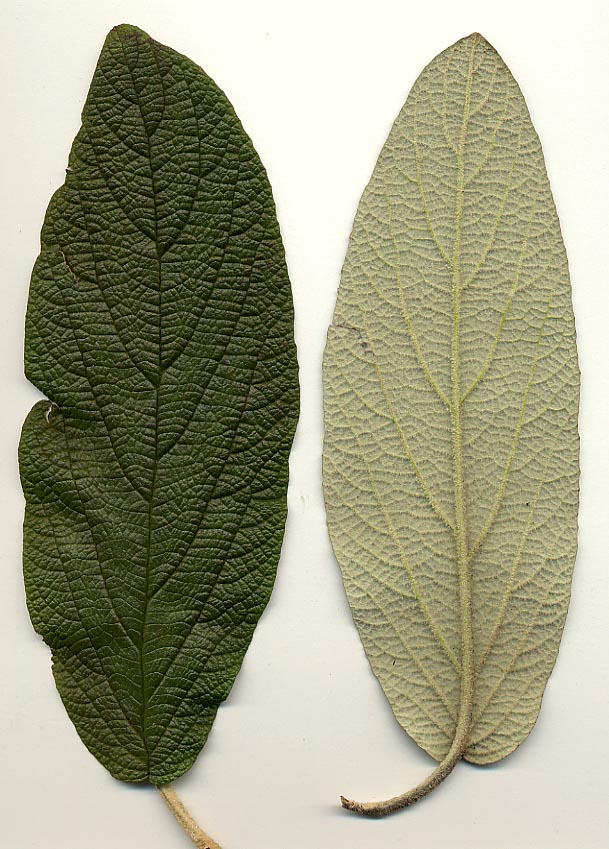
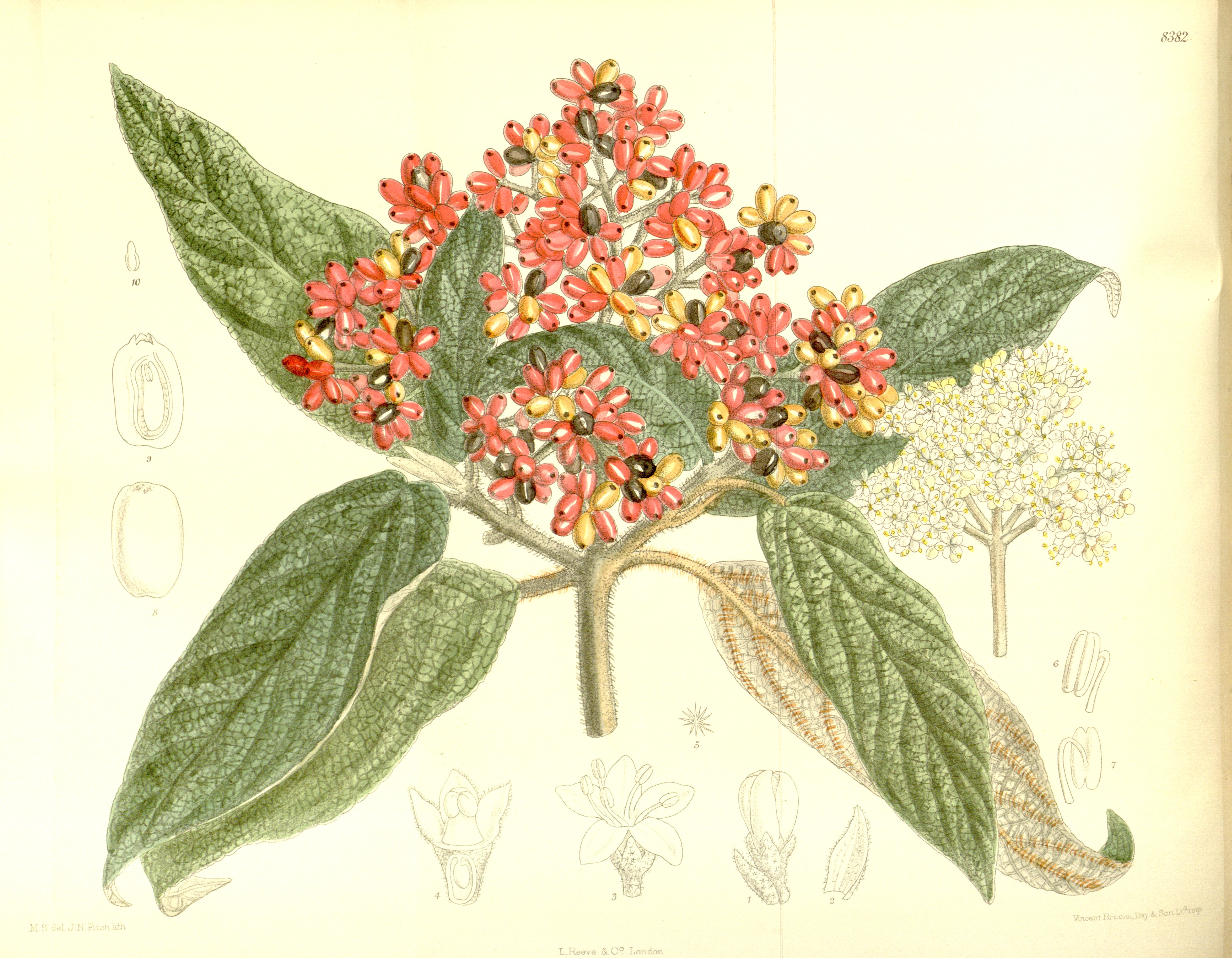
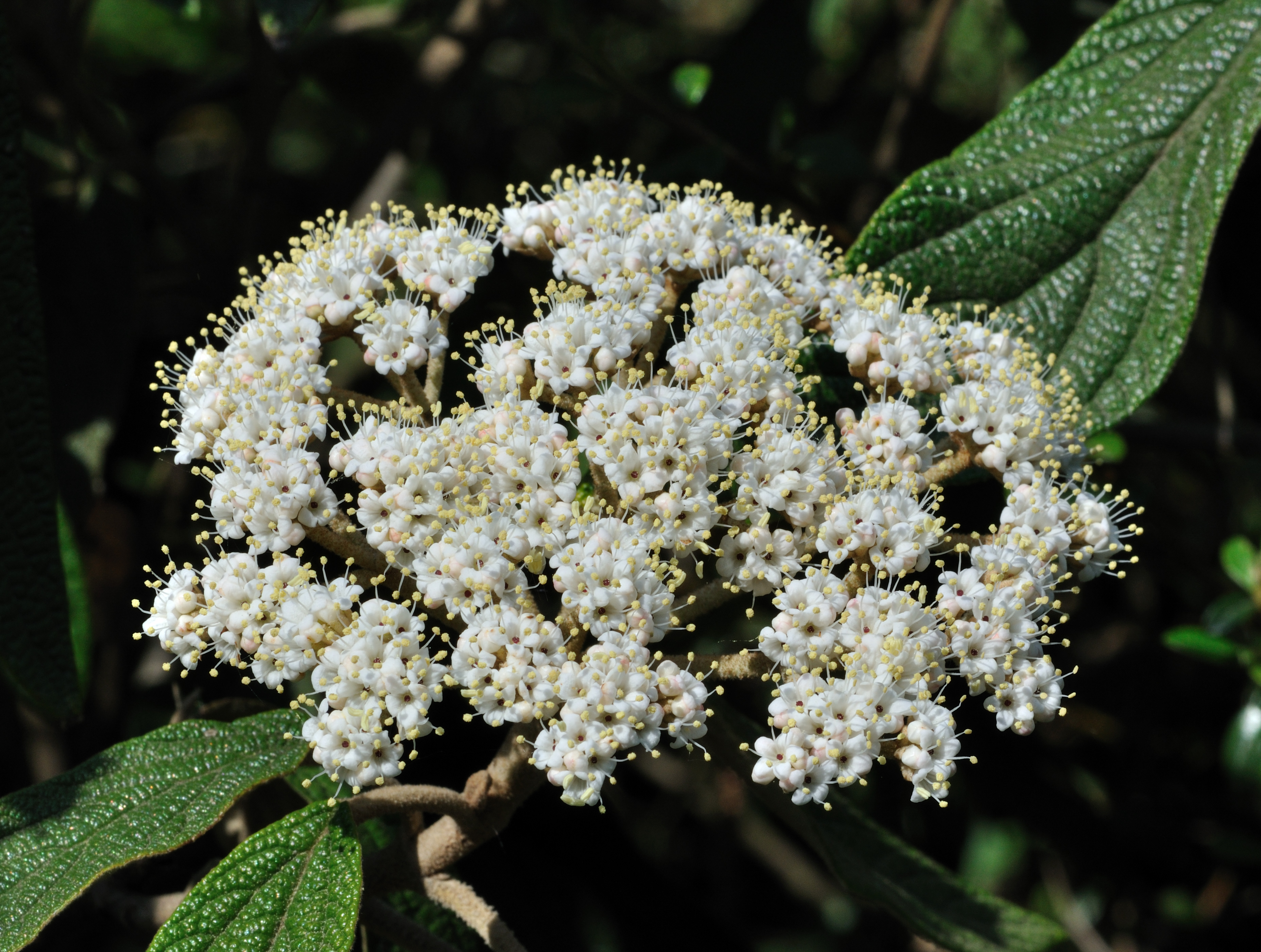
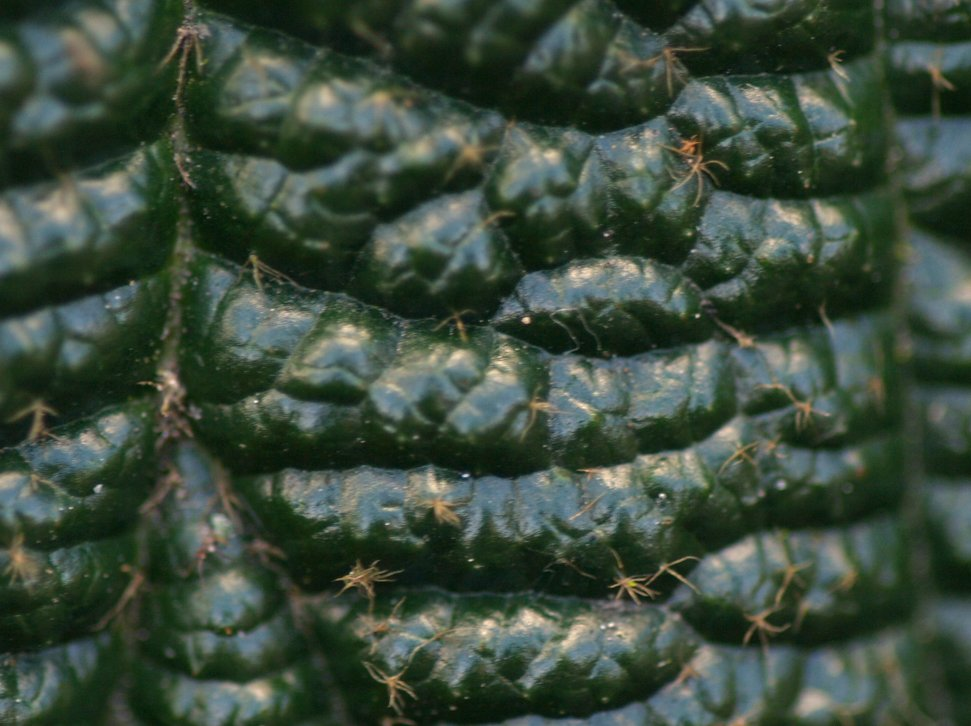
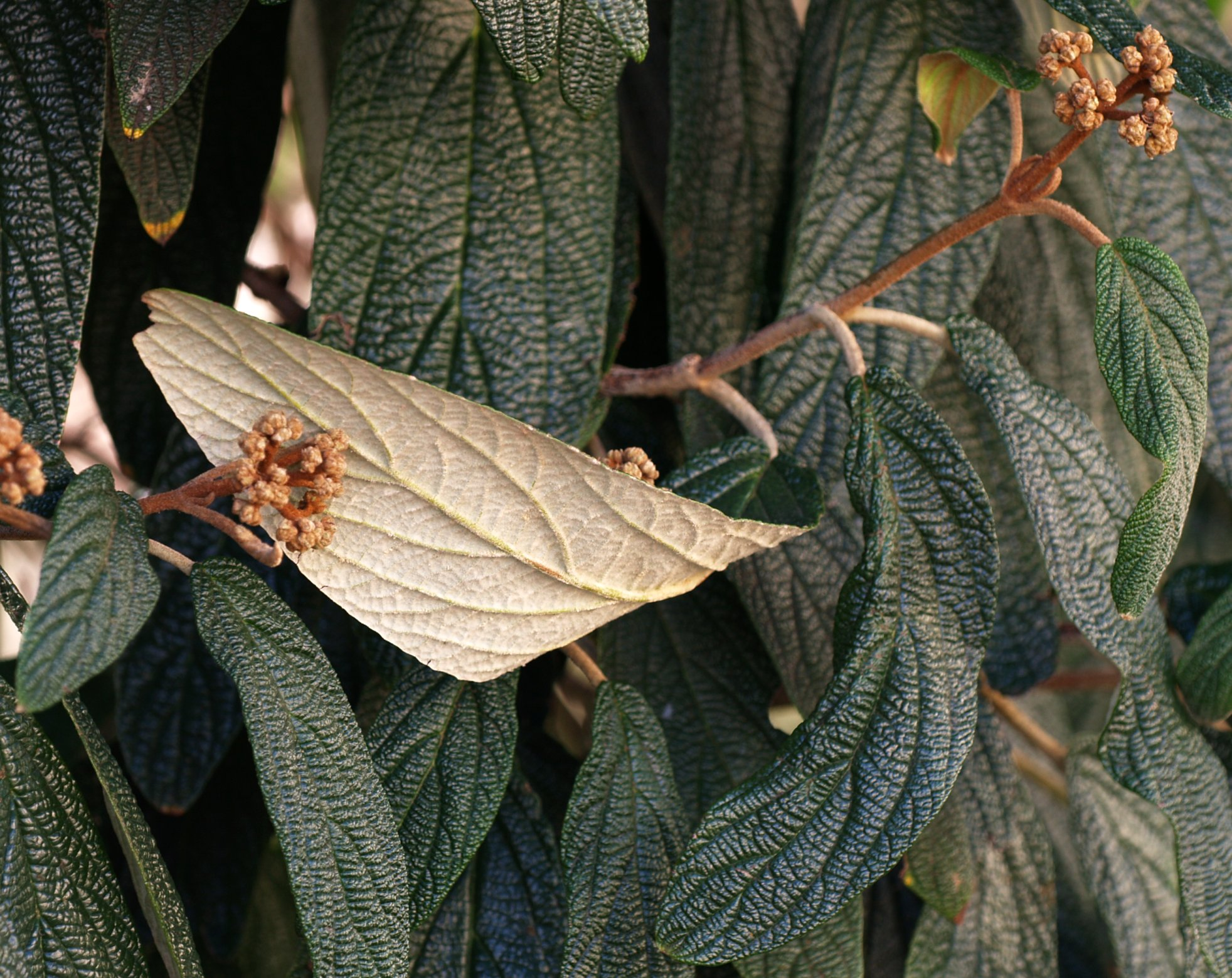